# Список аэропортов Катара
Ниже приведён список аэропортов Катара, отсортированный в алфавитном порядке, а также данные об и их расположении.
Всего в стране 2 международных аэропорта.

## Список аэропортов
Отдельными цветами выделены:
 Международный аэропорт.
 Лицензированный аэродром.
 Аэродром (в т. ч. военный).
 Закрытый аэродром.
|        | Название аэропорта                                   | Фото | ИКАО | ИАТА | Обслуживаемый город / Местонахождение | Муниципалитет | Размеры ВПП, м (покрытие) | Координаты                       | С |
| ------ | ---------------------------------------------------- | ---- | ---- | ---- | ------------------------------------- | ------------- | ------------------------- | -------------------------------- | - |
| Violet | Авиабаза Аль-Удейд араб. قاعدة العديد الجوية‎         |      | OTBH | XJD  | Доха                                  | Ад-Доха       | 3 750 (асфальт)           | 25°07′02″ с. ш. 051°18′53″ в. д. |   |
| 5B92E5 | Аэропорт Эль-Хаур араб. مطار الخور‎                   |      | OTBK | нет  | Эль-Хаур                              | Эль-Хаур      | 1 600 (асфальт)           | 25°37′46″ с. ш. 051°30′24″ в. д. |   |
| Red    | Международный аэропорт Доха араб. مطار الدوحة الدولي‎ |      | OTBD | DIA  | Доха                                  | Ад-Доха       | 4 570 (асфальт)           | 25°15′40″ с. ш. 051°33′54″ в. д. |   |
| 120A8F | Международный аэропорт Хамад араб. مطار حمد الدولي‎   |      | OTHH | DOH  | Доха                                  | Ад-Доха       | 4 850 (асфальт)           | 25°15′40″ с. ш. 051°36′48″ в. д. |   |